# Správní obvod obce s rozšířenou působností Písek
Správní obvod obce s rozšířenou působností Písek je od 1. ledna 2003 jedním ze dvou správních obvodů rozšířené působnosti obcí v okrese Písek v Jihočeském kraji. Čítá 49 obcí.
Města Písek, Mirotice, Mirovice a Protivín jsou obcemi s pověřeným obecním úřadem.

## Seznam obcí
Poznámka: Města jsou vyznačena tučně.
- Albrechtice nad Vltavou
- Boudy
- Cerhonice
- Čimelice
- Čížová
- Dobev
- Dolní Novosedly
- Drhovle
- Heřmaň
- Horosedly
- Kestřany
- Kluky
- Kožlí
- Králova Lhota
- Křenovice
- Lety
- Minice
- Mirotice
- Mirovice
- Mišovice
- Myslín
- Nerestce
- Nevězice
- Olešná
- Orlík nad Vltavou
- Oslov
- Ostrovec
- Paseky
- Písek
- Podolí I
- Probulov
- Protivín
- Předotice
- Putim
- Rakovice
- Ražice
- Skály
- Slabčice
- Smetanova Lhota
- Tálín
- Temešvár
- Varvažov
- Vlastec
- Vojníkov
- Vráž
- Vrcovice
- Záhoří
- Zvíkovské Podhradí
- Žďár

## Obyvatelstvo
| Rok  | Obyv.  | ± %    |
| ---- | ------ | ------ |
| 1869 | 55 923 | —      |
| 1880 | 58 923 | +5,4 % |
| 1890 | 57 175 | −3 %   |
| 1900 | 59 711 | +4,4 % |
| 1910 | 60 545 | +1,4 % |

| Rok  | Obyv.  | ± %     |
| ---- | ------ | ------- |
| 1921 | 60 462 | −0,1 %  |
| 1930 | 57 882 | −4,3 %  |
| 1950 | 51 411 | −11,2 % |
| 1961 | 51 792 | +0,7 %  |
| 1970 | 50 853 | −1,8 %  |

| Rok  | Obyv.  | ± %    |
| ---- | ------ | ------ |
| 1980 | 53 070 | +4,4 % |
| 1991 | 51 685 | −2,6 % |
| 2001 | 51 025 | −1,3 % |
| 2011 | 51 501 | +0,9 % |
| 2021 | 52 432 | +1,8 % |